# Johannes Ockeghem
Johannes Ockeghem (také Jean de; příjmení Okeghem, Ogkegum, Okchem, Hocquegam, Ockegham a další varianty) (asi 1410, Saint-Ghislain, dnešní Belgie – 6. února, 1497, Tours, Francie)
byl nejslavnějším hudebním skladatelem franko-vlámské školy ve druhé polovině 15. století. Vedle skladatelských úspěchů byl rovněž ceněn jako zpěvák, sbormistr a učitel.

## Dílo

### Mše
1. Missa sine nomine
2. Missa sine nomine (neúplná, existuje jen Kyrie, Gloria a Credo)
3. Missa Au travail suis
4. Missa Caput
5. Missa cuiusvis toni
6. Missa De plus en plus
7. Missa Ecce ancilla Domini
8. Missa Fors seulement (dochovalo se jen Kyrie, Gloria a Credo)
9. Missa L'homme armé
10. Missa Ma maistresse (dochovalo se jen Kyrie a Gloria)
11. Missa Mi-mi (také známa jako Missa quarti toni)
12. Missa prolationum
13. Missa quinti toni
14. Missa pro defunctis (Rekviem)
15. Credo sine nomine (část mše)

### Moteta

#### Mariánské antifony
1. Alma Redemptoris mater
2. Ave Maria
3. Salve regina

#### Jiná
1. Intemerata Dei mater (psáno snad r. 1487)[2]
2. Ut heremita solus

### Motet-chanson
1. Mort tu as navré/Miserere (lamentace nad smrti Binchoisovou, psáno pravděpodobně r. 1460)

### Chansony

#### Dvouhlasý
1. O rosa bella (ballata) (Ai lasso mi - Bedyngham/Dunstable?)

#### Tříhlasé
1. Aultre Venus estes
2. Au travail suis (autorem možná je Barbingant)
3. Baisiés moy dont fort
4. D'un autre amer
5. Fors seulement contre
6. Fors seulement l'attente
7. Il ne m'en chault plus
8. La despourveue et la bannie
9. L'autre d'antan
10. Les desléaux ont la saison
11. Ma bouche rit
12. Ma maistresse
13. Prenez sur moi
14. Presque transi
15. Quant de vous seul
16. Qu'es mi vida preguntays
17. Se vostre cuer eslongne
18. Tant fuz gentement resjouy
19. Ung aultre l'a

#### Tří nebo čtyřhlasý
1. J'en ay dueil

#### Čtyřhlasý
1. S'elle m'amera/Petite camusette